# Marie Rosa Günter
Marie Rosa Günter (* 1991 in Braunschweig) ist eine deutsche Pianistin der klassischen Musik.

## Leben
Marie Rosa Günter erhielt mit sechs Jahren ihren ersten Klavierunterricht und war anschließend bis 2010 Jungstudentin des Instituts zur Früh-Förderung musikalisch Hochbegabter an der Musikhochschule Hannover bei Matti Raekallio und Jelena Levit. Seit 2010 studiert sie in der Klasse von Bernd Goetzke. Günter trat im Rahmen von Festivals wie dem Bachfest Leipzig, den Köthener Bachfesttagen, den Würzburger Bachtagen, dem Braunschweig Classix Festival sowie dem Schleswig-Holstein Musikfestival auf. Ihre Debüt-CD mit den Goldberg-Variationen von Johann Sebastian Bach wurde im Jahr 2016 beim Label „GENUIN classics“ veröffentlicht.

## Preise und Stipendien
Marie Rosa Günter ist Preisträgerin verschiedener nationaler und internationaler Wettbewerbe. Nennenswert sind in diesem Zusammenhang der WDR3-Klassikpreis der Stadt Münster, erste Preise beim Internationalen Steinway Klavierspiel-Wettbewerb in Hamburg sowie beim Grotrian-Steinweg Klavierspielwettbewerb und Auszeichnungen der Deutschen Stiftung Musikleben. Mit dem Cellisten Stanislas Kim wurde die Pianistin Preisträger beim „8th International Swedish Duo Competition“ und dem „12e Concours International de Musique de Chambre de Lyon“. Durch ein Stipendium des Deutschen Musikwettbewerbs wurde Marie Rosa Günter für die Saison 2016/2017 in die „Bundesauswahl Konzerte Junger Künstler“ aufgenommen. In der Saison 2021/2022 wurde Marie Rosa Günter durch die Carl-Bechstein Stiftung mit einem Sonderstipendium gefördert.